# Julianabeek

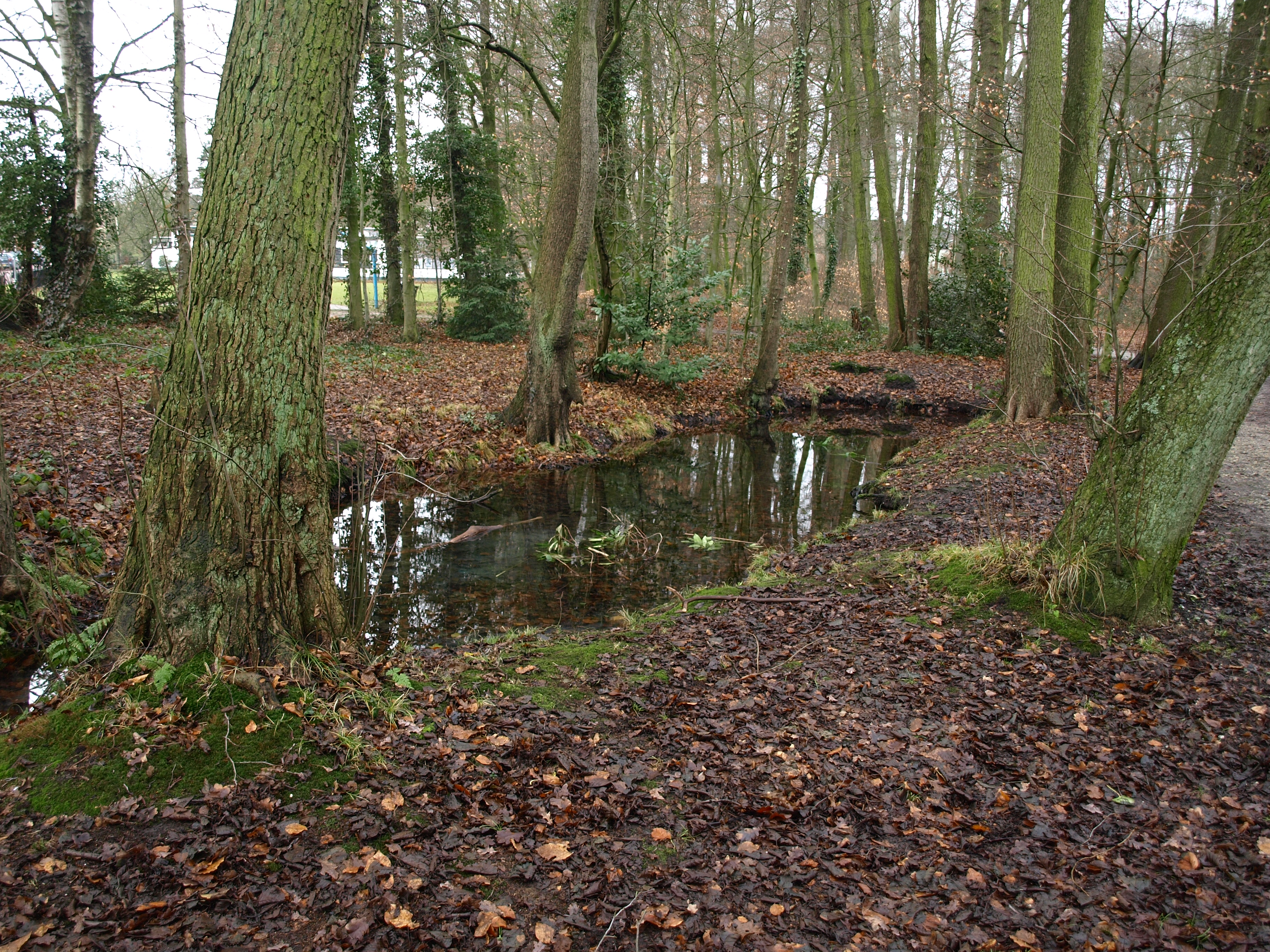
De kop van de Julianabeek

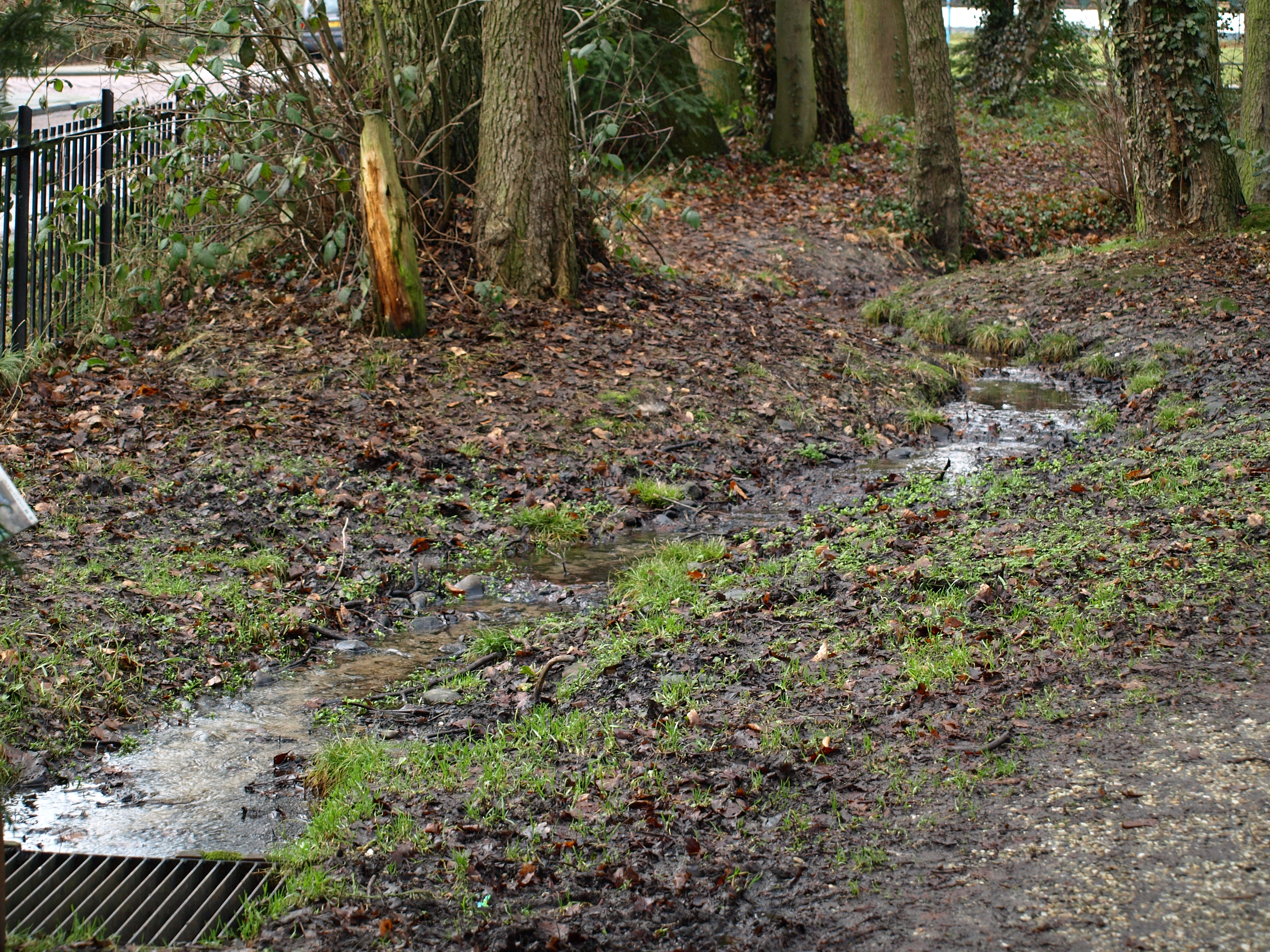
Het eerste stuk van de loop

De Julianabeek is een sprengbeek in Arnhem, waarvan de kop ligt aan de rand van park Angerenstein in Arnhem-Noord, in de buurt van de kruising met de Verlengde Prümelaan. Een paar honderd meter verderop voedt de beek de vijvers van park Angerenstein. In voorbije tijden werden de sprengbeken op Angerenstein gebruikt voor een wasserij en een forellenkwekerij.
De eeuwenoude beek werd bij aanleg van de woonwijk in de jaren dertig van de twintigste eeuw, onder de grond gestopt, waar hij het riool in stroomde. In 2005 hebben bewoners van de Julianalaan, die de ondergrondse loop ontdekten, met hulp van verschillende instellingen en de gemeente de sprengbeek gegraven zodat het water nu bovengronds door de voortuinen langs de woningen aan de Julianalaan stroomt. Op 28 mei 2005 werd het openen van de Julianabeek gevierd.